# Kylie Minogue-videográfia
Kylie Minogue ausztrál énekesnő videográfiája 66 zenei videót, 6 dalszöveges videót, 11 koncertturné videókiadását, 11 zeneivideó-válogatást és 2 dokumentumfilmet tartalmaz.

## Zenei videók

### 1980-as évek
| Év   | Cím                                        | Album            | Rendező       |
| ---- | ------------------------------------------ | ---------------- | ------------- |
| 1987 | „The Loco-Motion”                          | Kylie            | Chris Langman |
| 1987 | „I Should Be So Lucky”                     | Kylie            | Chris Langman |
| 1988 | „Got to Be Certain”                        | Kylie            | Chris Langman |
| 1988 | „Je Ne Sais Pas Pourquoi”                  | Kylie            | Chris Langman |
| 1988 | „Especially for You” (feat. Jason Donovan) | Ten Good Reasons | Chris Langman |
| 1988 | „It’s No Secret”                           | Kylie            | Chris Langman |
| 1988 | „Made in Heaven”                           | –                | Chris Langman |
| 1989 | „Hand on Your Heart”                       | Enjoy Yourself   | Chris Langman |
| 1989 | „Wouldn’t Change a Thing”                  | Enjoy Yourself   | Pete Cornish  |
| 1989 | „Never Too Late”                           | Enjoy Yourself   | Pete Cornish  |
| 1989 | „Tears on My Pillow”                       | Enjoy Yourself   | Pete Cornish  |

### 1990-es évek
| Év   | Cím                                                             | Album               | Rendező           |
| ---- | --------------------------------------------------------------- | ------------------- | ----------------- |
| 1990 | „Better the Devil You Know”                                     | Rhythm of Love      | Paul Goldman      |
| 1990 | „Step Back in Time”                                             | Rhythm of Love      | Nick Egan         |
| 1991 | „What Do I Have to Do”                                          | Rhythm of Love      | Dave Hogan        |
| 1991 | „Shocked” (DNA Mix)                                             | Rhythm of Love      | Dave Hogan        |
| 1991 | „Word is Out”                                                   | Let’s Get to It     | James Lebon       |
| 1991 | „If You Were with Me Now” (feat. Keith Washington)              | Let’s Get to It     | Greg Masuak       |
| 1992 | „Give Me Just a Little More Time”                               | Let’s Get to It     | Greg Masuak       |
| 1992 | „Finer Feelings”                                                | Let’s Get to It     | Dave Hogan        |
| 1992 | „What Kind of Fool (Heard All That Before)”                     | Greatest Hits       | Greg Masuak       |
| 1992 | „Celebration”                                                   | Greatest Hits       | Greg Masuak       |
| 1994 | „Confide in Me”                                                 | Kylie Minogue       | Paul Boyd         |
| 1994 | „Put Yourself in My Place”                                      | Kylie Minogue       | Keir McFarlane    |
| 1995 | „Where Is the Feeling”                                          | Kylie Minogue       | Keir McFarlane    |
| 1995 | „Where the Wild Roses Grow” (feat. Nick Cave and the Bad Seeds) | Murder Ballads      | Rocky Schenck     |
| 1997 | „Some Kind of Bliss”                                            | Impossible Princess | David Mould       |
| 1997 | „Did It Again”                                                  | Impossible Princess | Pedro Romhanyi    |
| 1998 | „Breathe”                                                       | Impossible Princess | Kieran Evans      |
| 1998 | „Cowboy Style”                                                  | Impossible Princess | Michael Williams  |
| 1998 | „GBI: German Bold Italic” (Tóva Tei feat. Kylie Minogue)        | Sound Museum        | Stéphane Sednaoui |

### 2000-es évek
| Év   | Cím                            | Album          | Rendező          |
| ---- | ------------------------------ | -------------- | ---------------- |
| 2000 | „Spinning Around”              | Light Years    | Dawn Shadforth   |
| 2000 | „On a Night Like This”         | Light Years    | Douglas Avery    |
| 2000 | „Kids” (feat. Robbie Williams) | Light Years    | Simon Hilton     |
| 2000 | „Please Stay”                  | Light Years    | James Frost      |
| 2001 | „Your Disco Needs You”         | Light Years    | Todd Cole        |
| 2001 | „Can’t Get You Out of My Head” | Fever          | Dawn Shadforth   |
| 2002 | „In Your Eyes”                 | Fever          | Dawn Shadforth   |
| 2002 | „Love at First Sight”          | Fever          | Johan Renck      |
| 2002 | „Come into My World”           | Fever          | Michel Gondry    |
| 2003 | „Slow”                         | Body Language  | Baillie Walsh    |
| 2004 | „Red Blooded Woman”            | Body Language  | Jake Nava        |
| 2004 | „Chocolate”                    | Body Language  | Dawn Shadforth   |
| 2004 | „I Believe in You”             | Ultimate Kylie | Vernie Yeung     |
| 2005 | „Giving You Up”                | Ultimate Kylie | Alex and Martin  |
| 2007 | „2 Hearts”                     | X              | Dawn Shadforth   |
| 2008 | „Wow”                          | X              | Melina Matsoukas |
| 2008 | „In My Arms”                   | X              | Melina Matsoukas |
| 2008 | „All I See”                    | X              | William Baker    |
| 2008 | „The One”                      | X              | Ben Ib           |

### 2010-es évek
| Év   | Cím                                                           | Album                   | Rendező                      |
| ---- | ------------------------------------------------------------- | ----------------------- | ---------------------------- |
| 2010 | „All the Lovers”                                              | Aphrodite               | Joseph Kahn                  |
| 2010 | „Get Outta My Way”                                            | Aphrodite               | AlexandLiane                 |
| 2010 | „Higher” (Taio Cruz feat. Kylie Minogue)                      | Rokstarr                | Alex Herron                  |
| 2010 | „Better Than Today”                                           | Aphrodite               | William Baker, Kylie Minogue |
| 2011 | „Put Your Hands Up (If You Feel Love)” (Pete Hammond Remix)   | Aphrodite               |                              |
| 2012 | „Timebomb”                                                    | –                       | Christian Larson             |
| 2012 | „Flower”                                                      | The Abbey Road Sessions | Kylie Minogue                |
| 2013 | „Limpido” (Laura Pausini feat. Kylie Minogue)                 | 20 – The Greatest Hits  | Gaetano Morbioli             |
| 2014 | „Into the Blue”                                               | Kiss Me Once            | Dawn Shadforth               |
| 2014 | „Sexercize”                                                   | Kiss Me Once            | Roman Coppola, Will Davidson |
| 2014 | „I Was Gonna Cancel”                                          | Kiss Me Once            | Dimitri Basil                |
| 2014 | „Crystallize”                                                 | –                       | Alice Moitié                 |
| 2015 | „Right Here, Right Now” (Giorgio Moroder feat. Kylie Minogue) | Déjà Vu                 | Daniel Börjesson             |
| 2015 | „Black and White” (feat. Fernando Garibay és Shaggy)          | Kylie + Garibay         | Katerina Jebb                |
| 2015 | „The Other Boys” (Nervo feat. Kylie Minogue)                  | Collateral              |                              |
| 2015 | „Every Day’s Like Christmas”                                  | Kylie Christmas         | David Lopez-Edwards          |

### Dalszöveges videók
| Év   | Cím                                           | Album                  | Rendező       |
| ---- | --------------------------------------------- | ---------------------- | ------------- |
| 2010 | „Higher” (Taio Cruz feat. Kylie Minogue)      | Rokstarr               |               |
| 2013 | „Skirt”                                       | –                      | Will Davidson |
| 2013 | „Limpido” (Laura Pausini feat. Kylie Minogue) | 20 – The Greatest Hits |               |
| 2014 | „Into the Blue”                               | Kiss Me Once           |               |
| 2014 | „I Was Gonna Cancel”                          | Kiss Me Once           |               |
| 2015 | „Only You” (feat. James Corden)               | Kylie Christmas        |               |

## Videoalbumok

### Turnék
| Év   | Információ |
| ---- | --- |
| 1990 | On the Go: Live in Japan - Megjelent: 1990. április 8. - Különlegesség: színfalak mögötti dokumentumfilm |
| 1992 | Live! - Megjelent: 1992. április 9. - Megjegyzések: Minogue élő előadása Dublinban, Írországban 1991-ben. |
| 2001 | Live in Sydney - Megjelent: 2001. január 10. - Különlegesség: 30 perces színfalak mögötti dokumentumfilm - Megjegyzések: Minogue élő előadása Sydneyben, Ausztráliában 2001-ben. |
| 2002 | Intimate and Live - Megjelent: 2002. július 23. - Megjegyzések: Minogue élő előadása Ausztráliában 1998-ban. |
| 2002 | KylieFever2002: Live in Manchester - Megjelent: 2002. november 18. - Különlegesség: dokumentumfilm, képgaléria, virtuális program és négy előzetes: „Cowboy Style”, „Light Years/I Feel Love”, „I Should Be So Lucky” és „Burning Up”. - Megjegyzések: Minogue élő előadása Manchesterben az Egyesült Királyságban 2002-ben. |
| 2004 | Body Language Live - Megjelent: 2004. július 12. - Különlegesség: színfalak mögötti dokumentumfilm, képgaléria, háttérképek és képernyővédők - Megjegyzések: Minogue élő előadása Londonban az Egyesült Királyságban 2003-ban.                                                                                               |
| 2005 | Kylie Showgirl - Megjelent: 2005. november 28. - Különlegesség: színfalak mögötti dokumentumfilm és képernyő előrejelzések - Megjegyzések: Minogue élő előadása Londonban az Egyesült Királyságban 2005-ben. |
| 2007 | Showgirl Homecoming Live - Megjelent: 2007. december 10. - Különlegesség: színfalak mögötti dokumentumfilm - Megjegyzések: Minogue élő előadása Melbourneben, Ausztráliában 2007-ben. |
| 2008 | Kylie Live: X2008 - Megjelent: 2008. december 1. - Különlegesség: színfalak mögötti dokumentumfilm, képernyő előrejelzések és képgáleria - Megjegyzések: Minogue élő előadása Londonban az Egyesült Királyságban 2008-ban.                                                                                                   |
| 2011 | Aphrodite Les Folies: Live in London - Megjelent: 2011. november 28. - Különlegesség: színfalak mögötti dokumentumfilm és képernyő előrejelzések - Megjegyzések: Minogue élő előadása Londonban, az Egyesült Királyságban 2011-ben.                                                                                          |
| 2015 | Kiss Me Once Live at The SSE Hydro - Megjelent: 2015. március 18. - Megjegyzések: Minogue élő előadása Glasgow-ban, az Egyesült Királyságban 2014-ben. |

### Zenei videó válogatások
| Év   | Információ |
| ---- | --- |
| 1988 | Kylie: The Videos - Megjelent: 1988 novemberében - Megjegyzések: videoklipet tartalmaz a Kylie című debütáló albumról.                                                                                                  |
| 1989 | The Kylie Collection - Megjelent: 1989 februárjában - Megjegyzések: csak Ausztráliában jelent meg, videoklipet tartalmaz a Kylie című debütáló albumról.                                                                |
| 1989 | The Videos 2 - Megjelent: 1989 novemberében - Megjegyzések: videoklipet tartalmaz a Enjoy Yourself című albumról. |
| 1991 | Let’s Get To...The Videos - Megjelent: 1991 novemberében - Megjegyzések: négy videoklipet tartalmaz a Rhythm of Love és kettőt a Let’s Get to It című albumról.                                                         |
| 1992 | Greatest Video Hits - Megjelent 1992 augusztusában - Megjegyzések: videoklipeket tartalmaz a Greatest Hits című válogatásból.                                                                                           |
| 1998 | The Kylie Tapes 94–98 - Megjelent 1998-ban - Megjegyzések: csak Ausztráliában jelent meg, videoklipeket tartalmaz a Kylie Minogue és Impossible Princess című albumokról.                                               |
| 2002 | Greatest Hits 87–92 - Megjelent: 2002. november 18. - Különlegesség: képgáleria, alternatív videók - Megjegyzések: csak az Egyesült Királyságban jelent meg, videoklipeket tartalmaz a Greatest Hits című válogatásból. |
| 2003 | Greatest Hits 87–97 - Megjelent: 2003. november 19. - Megjegyzések: videoklipeket tartalmaz a Greatest Hits 87–97 című válogatásból.                                                                                    |
| 2003 | Greatest Hits 87–99 - Megjelent: 2003. november 24. - Megjegyzések: csak Ausztráliában jelent meg, videoklipeket tartalmaz a Greatest Hits 87–99 című válogatásból.                                                     |
| 2004 | Artist Collection - Megjelent: 2004. szeptember 20. - Megjegyzések: videoklipeket tartalmaz az Artist Collection című válogatásból.                                                                                     |
| 2004 | Ultimate Kylie - Megjelent: 2004. november 22. - Megjegyzések:videoklipeket tartalmaz az Ultimate Kylie című válogatásból.                                                                                              |

## Külső hivatkozások
- Kylie Minogue hivatalos honlapja (angolul)